# American Canyon
American Canyon is een plaats (city) in de Amerikaanse staat Californië, en valt bestuurlijk gezien onder Napa County.

## Demografie
Bij de volkstelling in 2000 werd het aantal inwoners vastgesteld op 9774.
In 2006 is het aantal inwoners door het United States Census Bureau geschat op 15.919, een stijging van 6145 (62,9%).

## Geografie
Volgens het United States Census Bureau beslaat de plaats een oppervlakte van
10,7 km², geheel bestaande uit land.

## Plaatsen in de nabije omgeving
De onderstaande figuur toont nabijgelegen plaatsen in een straal van 16 km rond American Canyon.